# Grès du Dakota

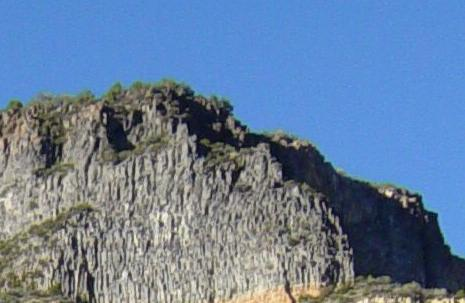
Falaise en grès du Dakota.

Le grès du Dakota (Dakota Sandstone ou Cockrum Sandstone ou Dakota Formation en anglais) est un terme général employé pour parler de formations géologiques mal définies présentes dans les montagnes Rocheuses et les grandes plaines aux États-Unis. Il s'agit de grès qui ont été formés par des dépôts de sédiments sableux durant le Crétacé supérieur lorsque la région était recouverte par une mer peu profonde : la Voie maritime intérieure de l'Ouest.

## Lithologie
Ces sédiments composés essentiellement de sables sont d'origine marine, interrompus par des couches d'argiles, avec quelques dépôts fluviaux par endroits,. Cette couche de roches contient une importante nappe aquifère dans certaines régions des Grandes Plaines. Elle est constituée d'une couche de grès poreux pouvant atteindre 30 mètres d'épaisseur. 

## Paléontologie
Les grès du Dakota contiennent de nombreux fossiles de dinosaures. En particulier, on a découvert en 1999, dans le Dakota du Nord, un spécimen d'Edmontosaurus dont la peau avait été momifiée en même temps que le squelette.

## Archéologie
Les affleurements de grès ont aussi été utilisés pour la gravure de pétroglyphes. Le plus grand site de pétroglyphes se trouve près de Jeffers, Minnesota, dans la vallée du Mississippi. Il comporte près de 2 000 gravures anthropomorphes, zoomorphes et autres. Il date de deux périodes : une partie a été gravée à l'Archaïque récent (3000-500 av. J.-C.), et l'autre au Préhistorique récent (900-1750 apr. J.-C.). 